# کوپارد
کوپارد (انگلیسی: Copart) شرکت خودروسازی آمریکایی است، که در سال ۱۹۸۲ توسط ویلیس جانسون تأسیس شد.